# Říha (rybník)
Rybník Říha o rozloze vodní plochy 28,7 ha se nalézá asi 1 kmvýchodně od centra obce Skochovice v okrese Hradec Králové. Východně od rybníka prochází silnice III. třídy 32414 vedoucí z Lužce nad Cidlinou do Nové Skřeněře. 
Rybník je využíván pro chov ryb. U rybníka bylo v roce 2015 vybudováno rekreační středisko Barešův ranč.
Rybník Říha je pozůstatkem bývalé rozsáhlé Chlumecké rybniční soustavy, která v době svého největšího rozkvětu čítala na 193 rybníků vybudovaných v průběhu 15. až 16. století v oblasti povodí řek Cidliny a Bystřice.

## Galerie

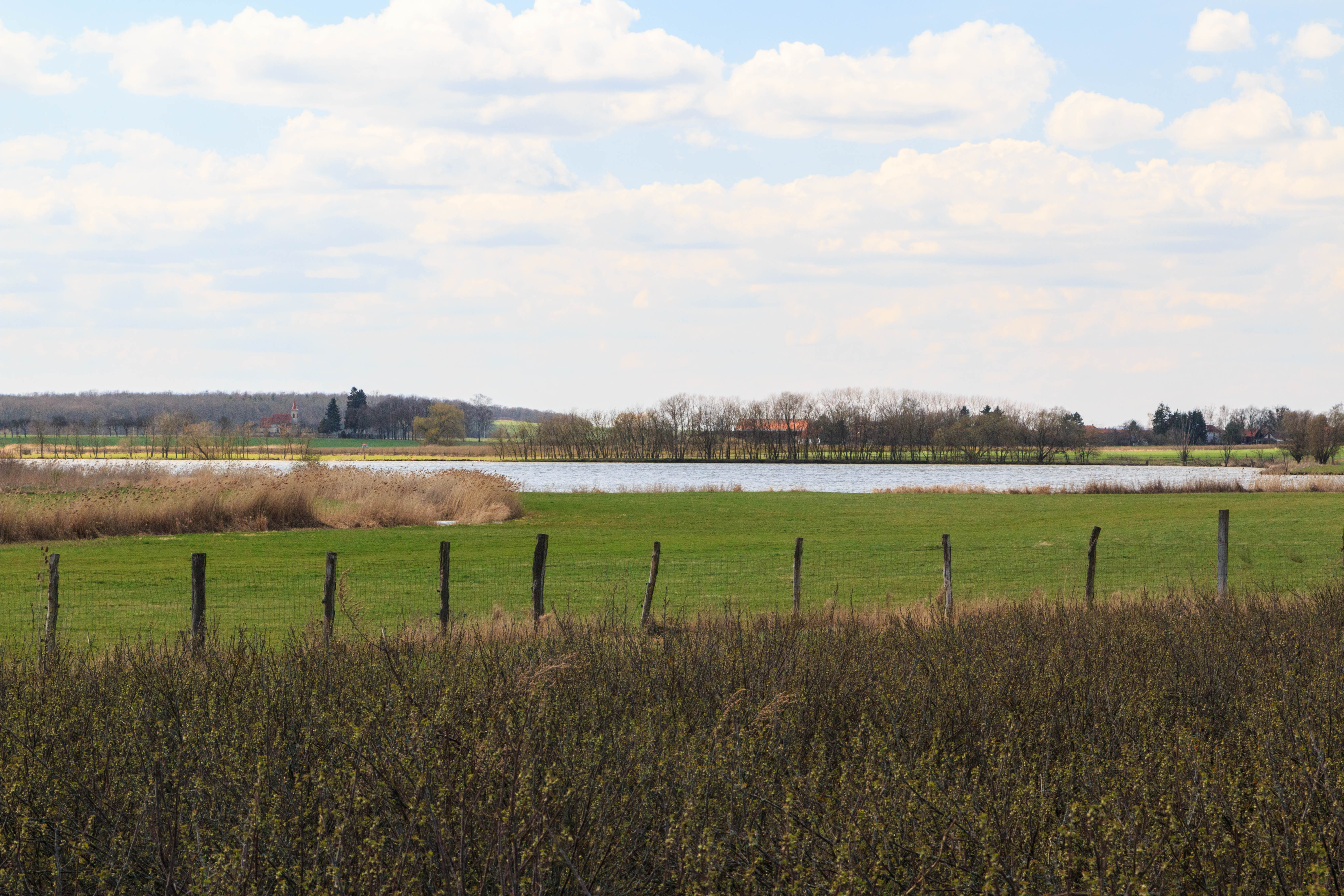
pohled na rybník Říha
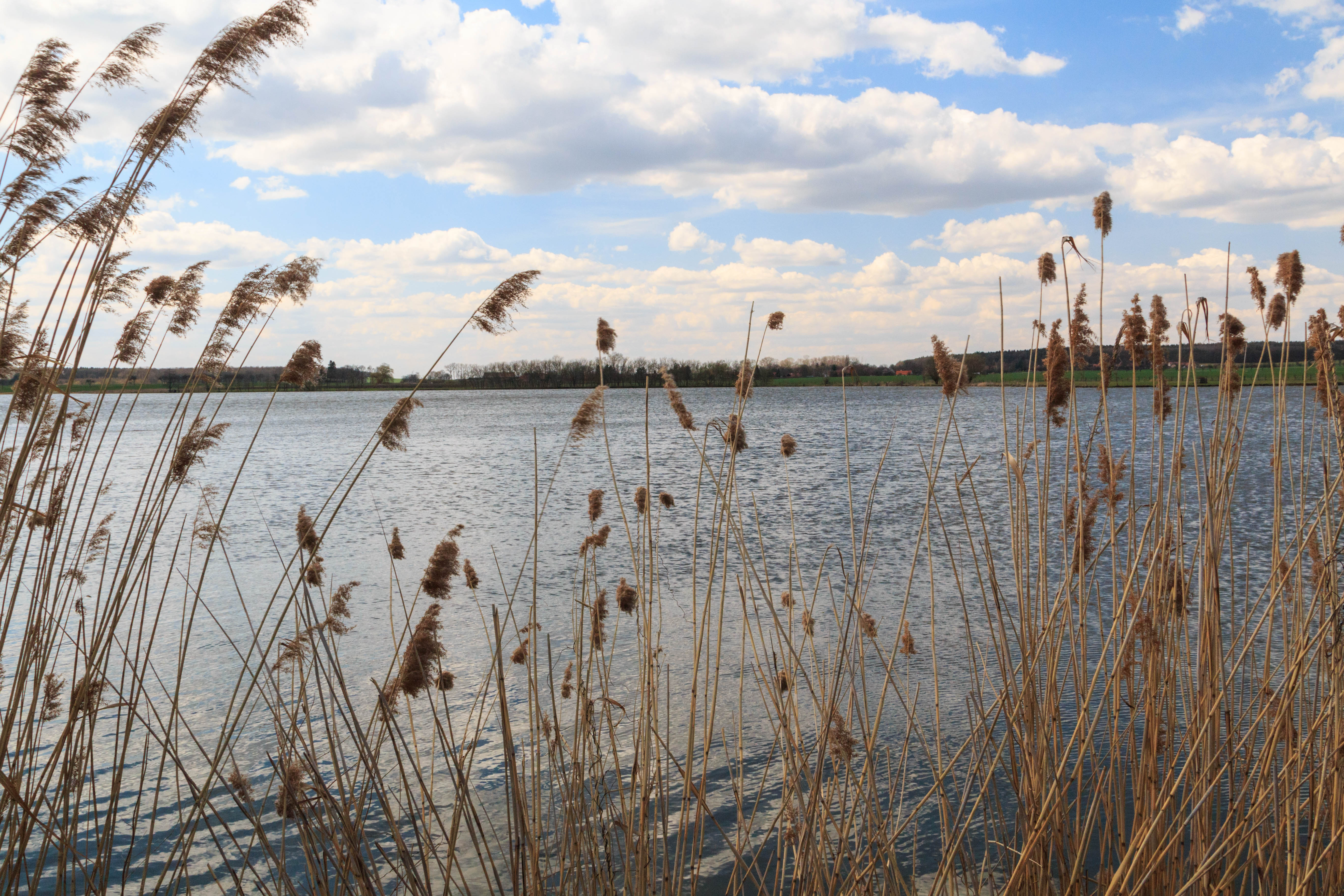
pohled na rybník Říha
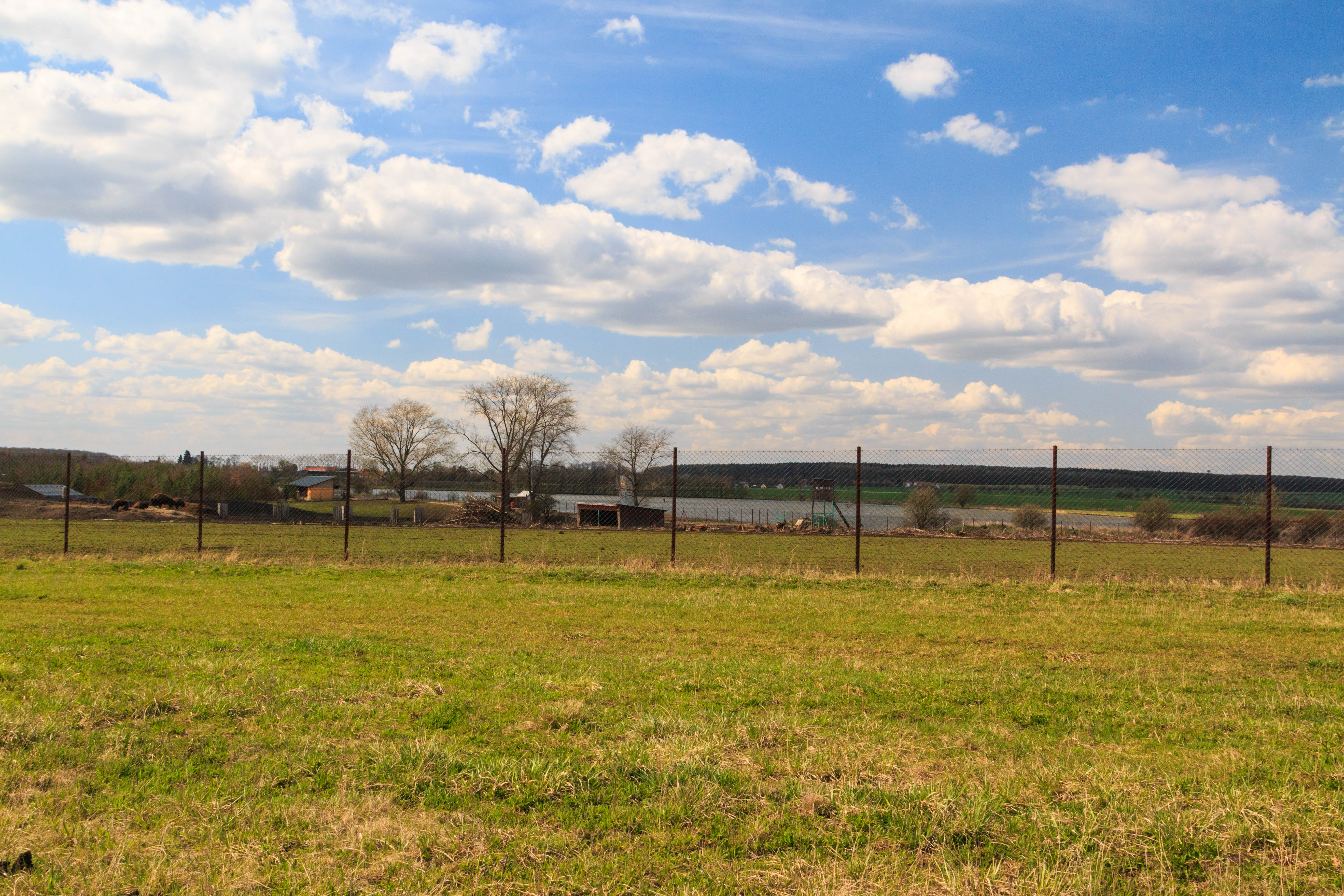
pohled na rybník Říha
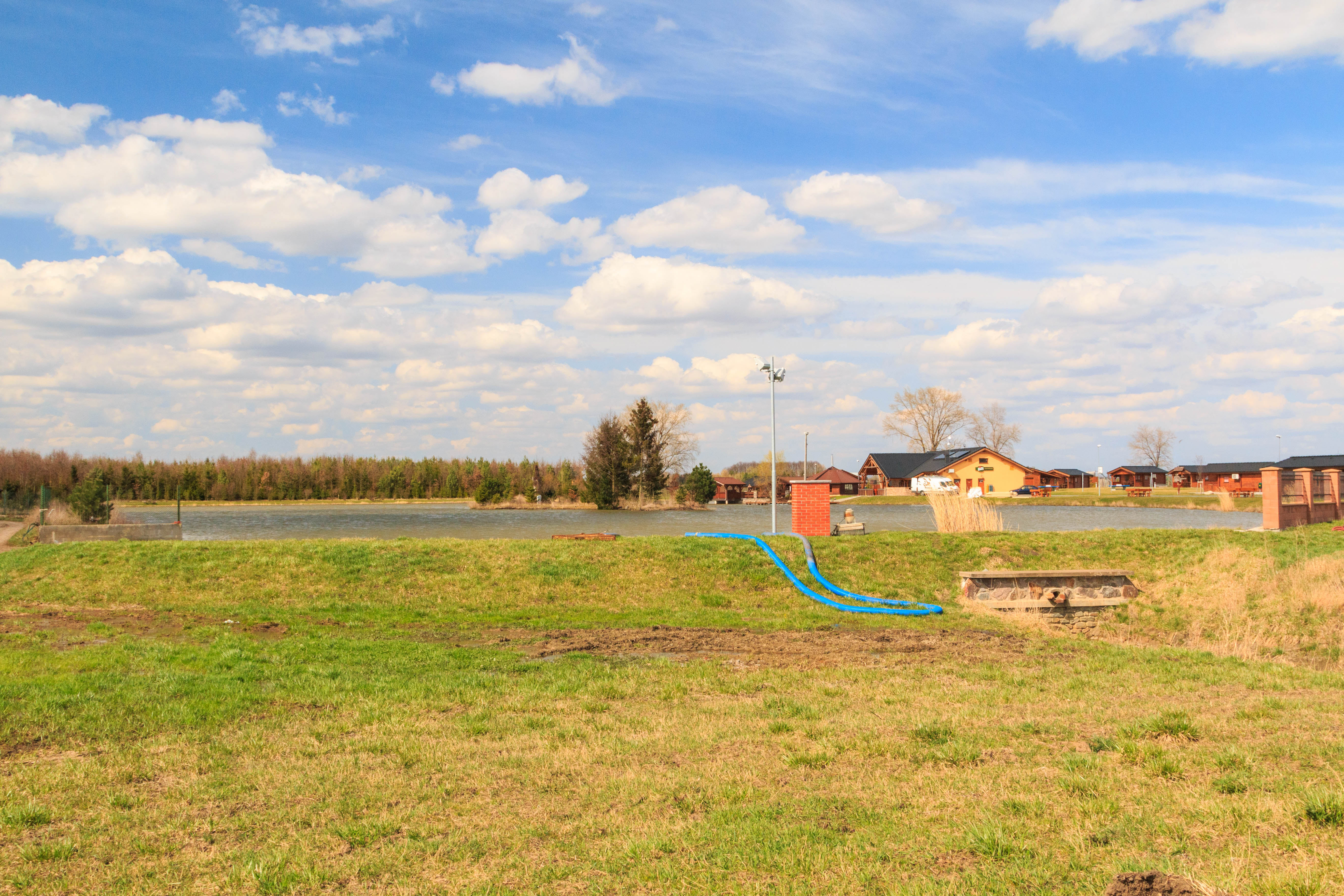
pohled na rybník Říha a Barešův ranč